# Mauro Orbini
Mauro Orbini, ou Fra Mauro Orbini ou, comme il l'écrivait lui-même en illyrien, Mavar Orbin (en serbe/croate moderne : Mavro Orbin - Мавро Орбин), né Frano Orbin à Raguse (Dubrovnik) en 1563 et mort dans la même ville en 1614, est un moine bénédictin, écrivain et historien croate.

## Traces biographiques
La famille Orbin tire ses origines de la ville de Kotor (dans le Monténégro) à l'embouchure de la Bocca di Cattaro. À l'âge de quinze ans, Frano (François en croate) Orbin entre dans l'ordre monastique bénédictin et prend le nom de Maurus (Maure), très populaire dans cet ordre. Après avoir vécu en Croatie, d'abord dans un monastère de l'île de Mljet, puis à Saint-Michel de Šipan au monastère Saint-Jacques, et plus tard, à Ston, Mauro Orbini réside pendant quelques années en Hongrie où il devient l'abbé d'un monastère bénédictin de la région de Bačka.
En 1599, Mauro Orbini se rend en Italie pour superviser l'impression de ses livres. Il y visite notamment la bibliothèque du duc d'Urbino à Pesaro, où il put achever son travail grâce à Bobaljević Marin, son principal bienfaiteur. Après quoi, il revient dans sa ville natale de Raguse où il habitera jusqu'à sa mort, s'occupant principalement de traductions de l'italien.

## Le sens de l'œuvre

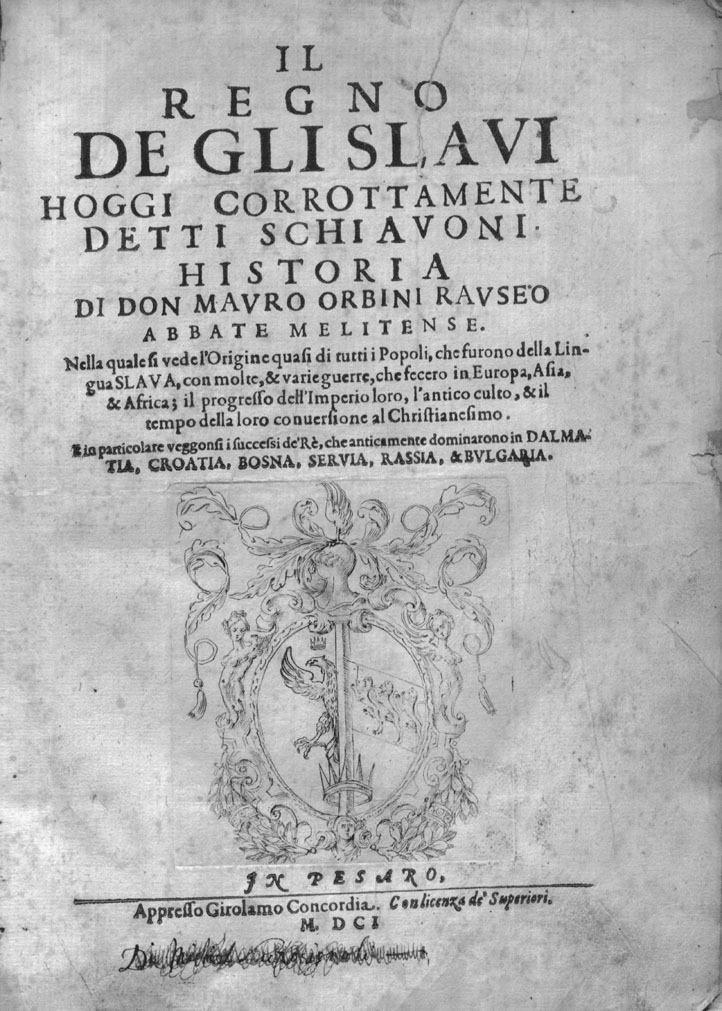
La première édition du livre "Il Regno de gli Slavi"

Mauro a écrit en 1590 un premier ouvrage, De vel ultima humanae vitæ summa Bono, dédié au seigneur Marin Bobaljević, et qui demeure inédit. Le manuscrit est conservé à la Bibliothèque de l'Université de Padoue.
En 1595, Orbini publie en croate Miroir spirituel (titre original : Zrcalo Duhovno). Cette traduction d'un texte primitif d'Angelo Nelli est un exemple de la prose croate du XVIe siècle. Il fut publié en 1614, à titre posthume.
Influencé par la pensée de Vinko Pribojević, Mauro Orbini est un écrivain panslave. Il écrit en italien Le Royaume des Slaves, publié en 1601 à Pesaro. Cet ouvrage, fortement idéologique, a exercé une influence importante sur la perception que les peuples slaves ont eu d'eux-mêmes et la façon dont les Européens ont considéré les Slaves. Traduit en russe en 1723 à Saint-Pétersbourg par l'évêque orthodoxe Téophane Prokopievitch sur ordre du tsar Pierre Ier, cette œuvre réinterprète l'histoire de la région d'un point de vue mythologique et panslave. Elle demeurera longtemps la seule source des historiens médiévistes sur les Slaves méridionaux. Mais cet ouvrage est désormais contesté : les historiens contemporains sont très partagés sur la véracité des écrits et affirmations d'Orbini.
Le Royaume des Slaves se divise généralement en trois parties:
- Des commentaires généraux sur les Slaves de l'Antiquité.
- La traduction du Letopis Dukljanina, œuvre médiévale d'un prêtre italien.
- la généalogie des maisons royales des slaves du sud.

## Œuvre
- Zarcalo dvhovno od pocetka i sfarhe xivota coviecanskoga : razdieglieno, i razreyeno u petnaes razgovora, a u stoo, i pedeset dubbia, alliti sumgna poglavitieh. Vcignenieh meyu mesctrom, i gnegoviem vcenijkom. / Istomaceno iz yezikka italianskoga u dubrovacki po D. Mavru Orbinu Dubrovcaninu Opattu od S. Marie od Backe, od Reda Sfetoga Benedikta. ; 1595 (réédité en 1621 à Venise)
- Il Regno degli Slavi, Pesaro, 1601.